# Josef Küchler
Josef Küchler (* 28. April 1902 in Trebnitz, (Schlesien); † 6. August 1997 in Rostock) war ein deutscher Politiker der CDU und Abgeordneter im Landtag Mecklenburg-Vorpommern.

## Leben
Von 1908 bis 1916 besuchte er die dortige Volksschule, 1917 begann er eine Schlosserlehre und war ab 1920 als Wandergeselle und Monteur im Rheinland tätig. 1926 legte Küchler an der Handwerk- und Gewerbeschule die Meisterprüfung ab und war bis 1934 Werkmeister in Trebnitz. 1935 kam er als SO-Prüfer in die Rostocker Heinkelwerke, wo er bis zur Demontage durch die Sowjets 1945 tätig war.
Von 1920 bis 1924 hat sich Küchler der westdeutschen Sozialdemokratie angeschlossen, nach seiner Rückkehr nach Schlesien trat er ins Zentrum über. Josef Küchler trat der Rostocker CDU am 28. November 1945 bei, seit 1946 gehörte er dem Orts-, Kreis- und Landesvorstand an. Schließlich wählte der Kreisverband Küchler Ende 1946 – nach Dr. Walter Neumann – zum 2. Vorsitzenden und bestellte ihn zum hauptamtlichen Kreissekretär.
Bei den Kommunal- und Landtagswahlen im September/Oktober 1946 erhielt er sowohl ein Mandat für die Rostocker Stadtvertretung als auch ein Landtagsmandat. Auf Betreiben der SED wurde er 1948 als Kreissekretär abgelöst, was innerhalb der Rostocker CDU heftigen Widerstand hervorrief. Wirtschaftsminister Siegfried Witte setzte ihn daraufhin als seinen Sonderbeauftragten ein. 1949 übernahm er die Position als hauptamtlicher Fraktionsgeschäftsführer. Nach der Absetzung Siegfried Wittes Ende Januar 1950 hielt Küchler im Landtag eine letzte Oppositionsrede, trat hernach aber „fortschrittlich“ in Erscheinung.
Auf dem Landesparteitag 1950 wurde Küchler zum 3. Landesvorsitzenden gewählt, die SED-Landesleitung genehmigte sogar seine Wiederkandidatur für die 2. Wahlperiode. Als angepasster Funktionär war Küchler als CDU-Landrat in Anklam vorgesehen.
Seine Verhaftung durch die sowjetische Geheimpolizei im Dezember 1950 erschütterte die gleichgeschaltete Landes-CDU massiv. Gemeinsam mit der freien Journalistin Ursula Wöllert und dem Studenten Peter Püschel wurde Küchler von einem sowjetischen Militärtribunal zu 75 Jahren Zwangsarbeit in sibirischen Lagern verurteilt. Küchler kehrte 1955 nach Rostock zurück und wurde von seinen früheren Parteifreunden gemieden.
1962 inhaftierte ihn das MfS erneut, nachdem ihn Kollegen in der Konsumgenossenschaft Kavelstorf denunziert hatten. Küchler hatte u. a. den Berliner Mauerbau 1961 mit den Worten Heinrich Heines kommentiert: „Ich wurde als Deutscher von Deutschen gefangen, weil ich von Deutschland nach Deutschland gegangen“. Seine Haftstrafe von zwei Jahren verbüßte er bis 1964 in Bützow-Dreibergen.